# Acantholejeunea
Acantholejeunea là một chi rêu trong họ Lejeuneaceae.